# Бродский, Роман Михайлович
Роман Михайлович Бродский (род. 31 июля 1907 — 1 февраля 1992) советский историк, доктор исторических наук, профессор участник ВОВ, исследователь всемирной истории специалист с японско-китайских отношений и политики экспансионизма США на Восточную Азию и Дальний Восток России.

## Биография
Родился в городе Николаев. В 1932 году вступил в Советскую армию. В 1938 году окончил Ленинградский институт. Участник советско-финской войны. С 1941 года работал в НКВД. Награждён Орденами и медалями. С 1945 года работал в Львовском университете, в 1966 году получил звание профессора
Кандидатская диссертация: 21 требование Японии к Китаю в 1915 году, Львов, 1948
Докторская диссертация: Экспансия США в Северо-Восточном Китае и на русском Дальнем Востоке в период довоенного империализма, 1898—1914 гг., Москва 1964 г.

## Работы
Американская экспансия в Северо-Восточном Китае 1898—1905 [Текст]. — Львов : Изд-во Львов ун-та, 1965. — 168 с.
Трагедия русских переселенцев на Гавайских островах (1909—1912 гг.) [Текст] / Р. М. Бродский. — [Львов] : [б. и.], 1954.
Дальневосточная политика США накануне первой мировой войны [Текст] / АН СССР. Львовский гос. ун-т им. Ивана Франко. — Москва : Наука, 1968. — 244 с.